# 上社ジャンクション
上社ジャンクション（かみやしろジャンクション）は、愛知県名古屋市名東区上社四丁目にある名古屋第二環状自動車道本線（環状部）と支線（東名高速道路と接続する連絡路、名古屋支線）とを接続するジャンクションである。

## 概要

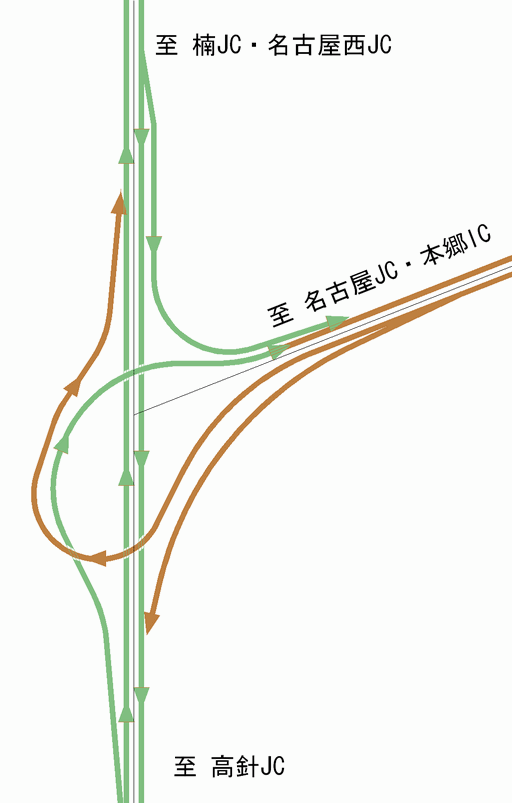
上社ジャンクションのランプ配置

三叉分岐のジャンクションで、南北に走る名古屋第二環状自動車道本線に名古屋IC方面の連絡路が東側に分岐する構造である。
当JCTは、国道302号と東山通（愛知県道60号名古屋長久手線）の交差点上に設けられた高架構造のジャンクションである。名古屋第二環状自動車道東北部は半地下構造であるが、当JCTの北 300m程の所で高架構造となる。

## 歴史
1965年頃の構想時点では、東西に名古屋高速（名古屋市道高速1号）、南北に名古屋環状2号線専用部（名二環）が交わる四叉分岐のジャンクションであった。しかし、名古屋高速の建設ルートを巡って、沿線住民の意向に配慮した結果、1976年11月の都市計画変更で、四谷出入口 - 名古屋IC間が廃止されたことで、名古屋高速の上社接続もなくなった。これを受けて、名古屋高速と名古屋環状2号線の新たな接続先として高針が選定された（詳細は名古屋高速2号東山線を参照）。
1978年12月には、名古屋環状2号線専用部の名古屋IC - 名古屋西JCT間における基本計画決定を受けて、現状の三叉分岐のジャンクションとなった。
1993年12月に名古屋第二環状自動車道（当時は東名阪自動車道） 名古屋IC - 勝川IC間の開通とともに当ジャンクションがオープンした。ただし、設置時には南側の高針JCT方面が未開通であったため、本線の一部として機能した。分岐の機能を持つのは、当JCT - 高針JCT間が開通した2003年3月からである。

### 年表
- 1976年（昭和51年）11月29日 : 名古屋高速の都市計画変更。高速1号は四谷 - 名古屋IC間を廃止[7]。これにより上社接続も無くなる。
- 1978年（昭和53年）12月20日 : 専用部の基本計画（名古屋IC - 名古屋西JCT）が決定告示[8][9]。
- 1993年（平成5年）12月3日 : 東名阪自動車道（均一料金区間）勝川IC - 名古屋IC間開通と同時に当JCTを開設[10][注釈 2]
- 2003年（平成15年）3月29日 : 東名阪自動車道（均一料金区間）上社JCT - 高針JCT間開業[11]
- 2011年（平成23年）3月20日 : 所属路線名称を名古屋第二環状自動車道（名二環）に変更[12]

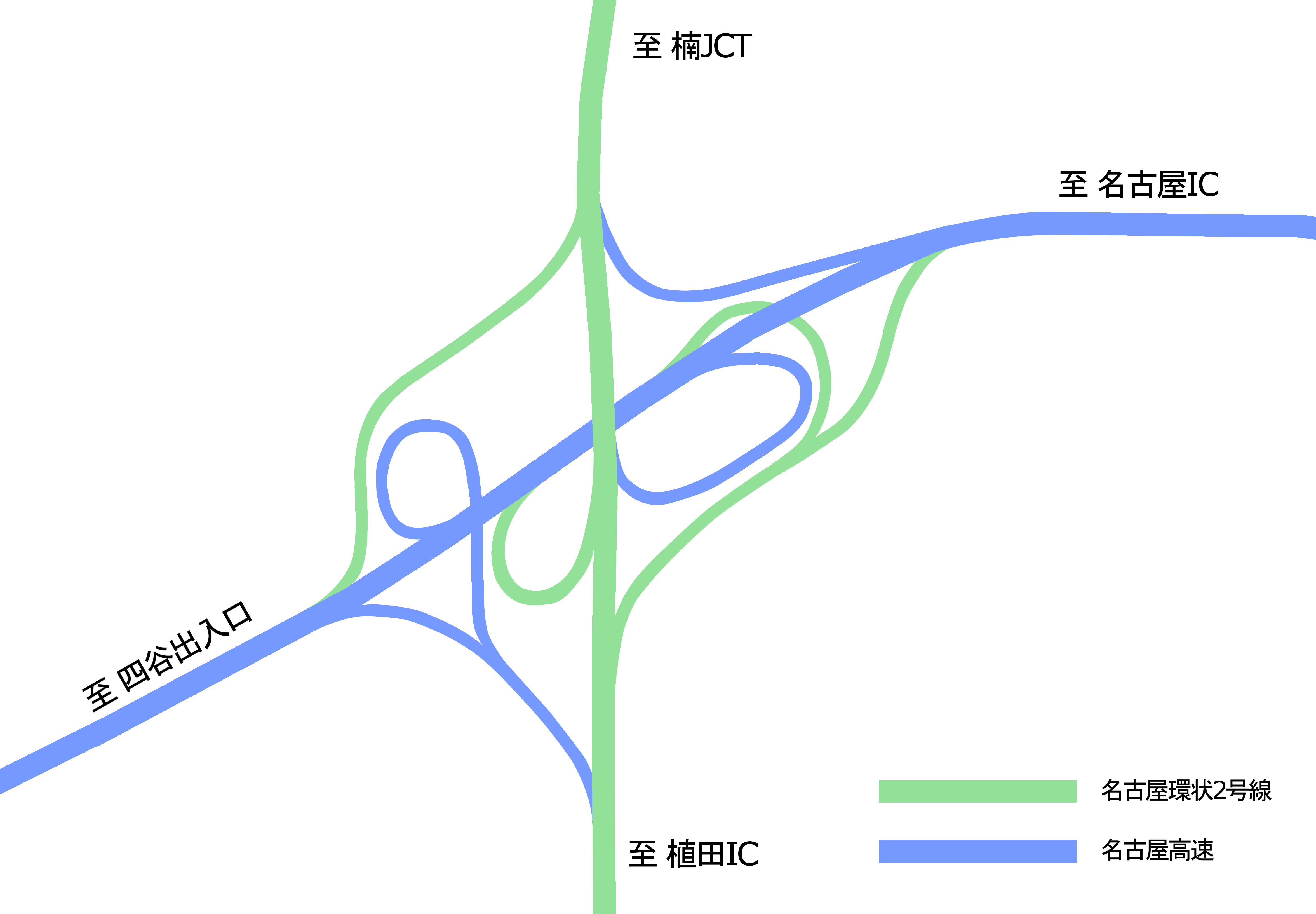
構想段階の幾何構造。名古屋高速が東西に接続することから四叉分岐であった[3]。

## 隣
C2 名古屋第二環状自動車道本線
(4) 高針JCT - (5) 上社南IC - (5-1) 上社JCT - (6) 上社IC
C2 名古屋第二環状自動車道支線
(21) 名古屋IC - (5-2) 本郷IC - (5-1) 上社JCT
2011年3月20日に名古屋南JCT - 高針JCT間が開通するまで、当JCTを南進すると名古屋高速2号東山線春岡まで出口がなかった。完成後も、名二環楠JCT方面は引山IC、名古屋南JCT方面は植田ICまで出口はない。

## 施設外観

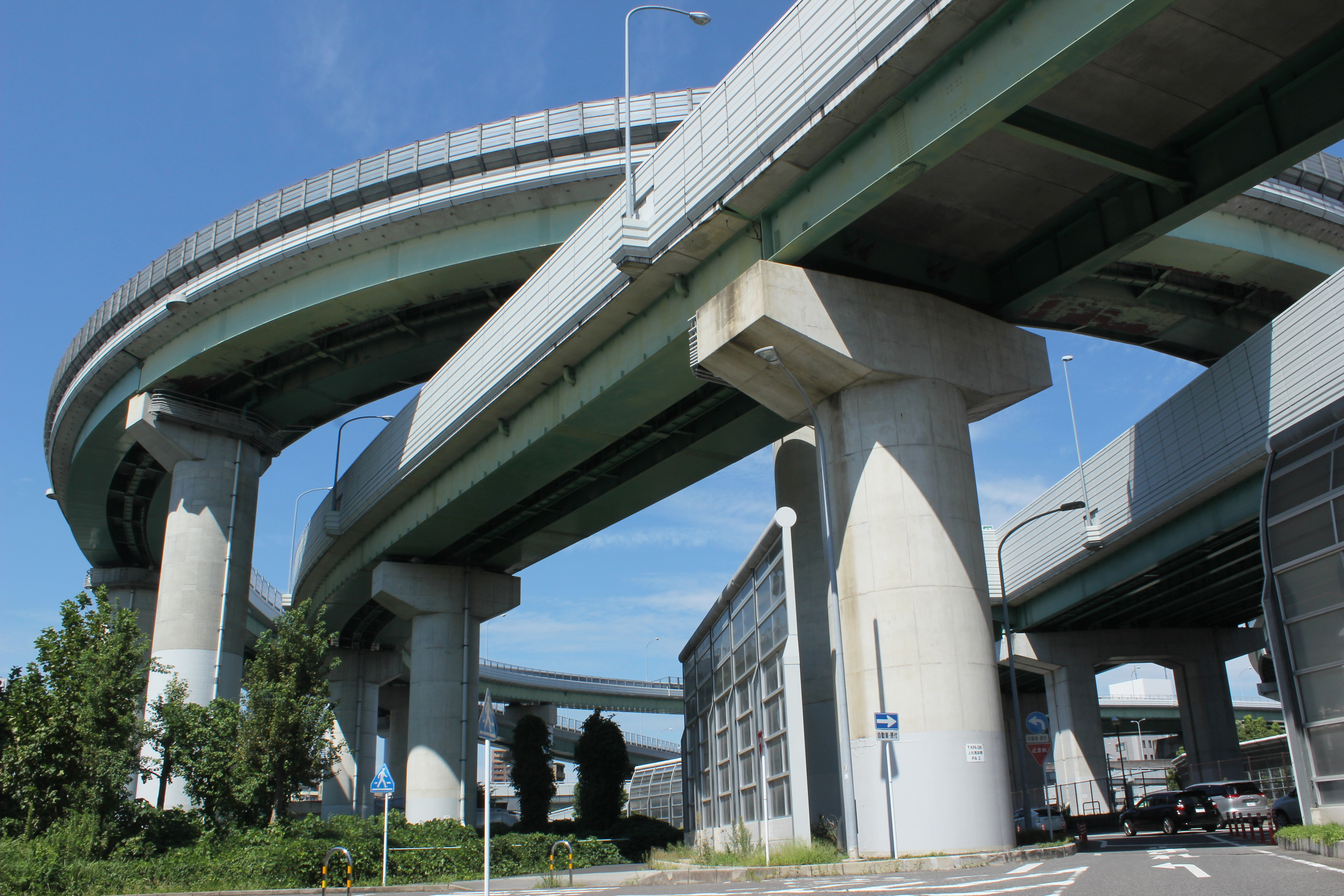
大きく旋回するアプローチ部分
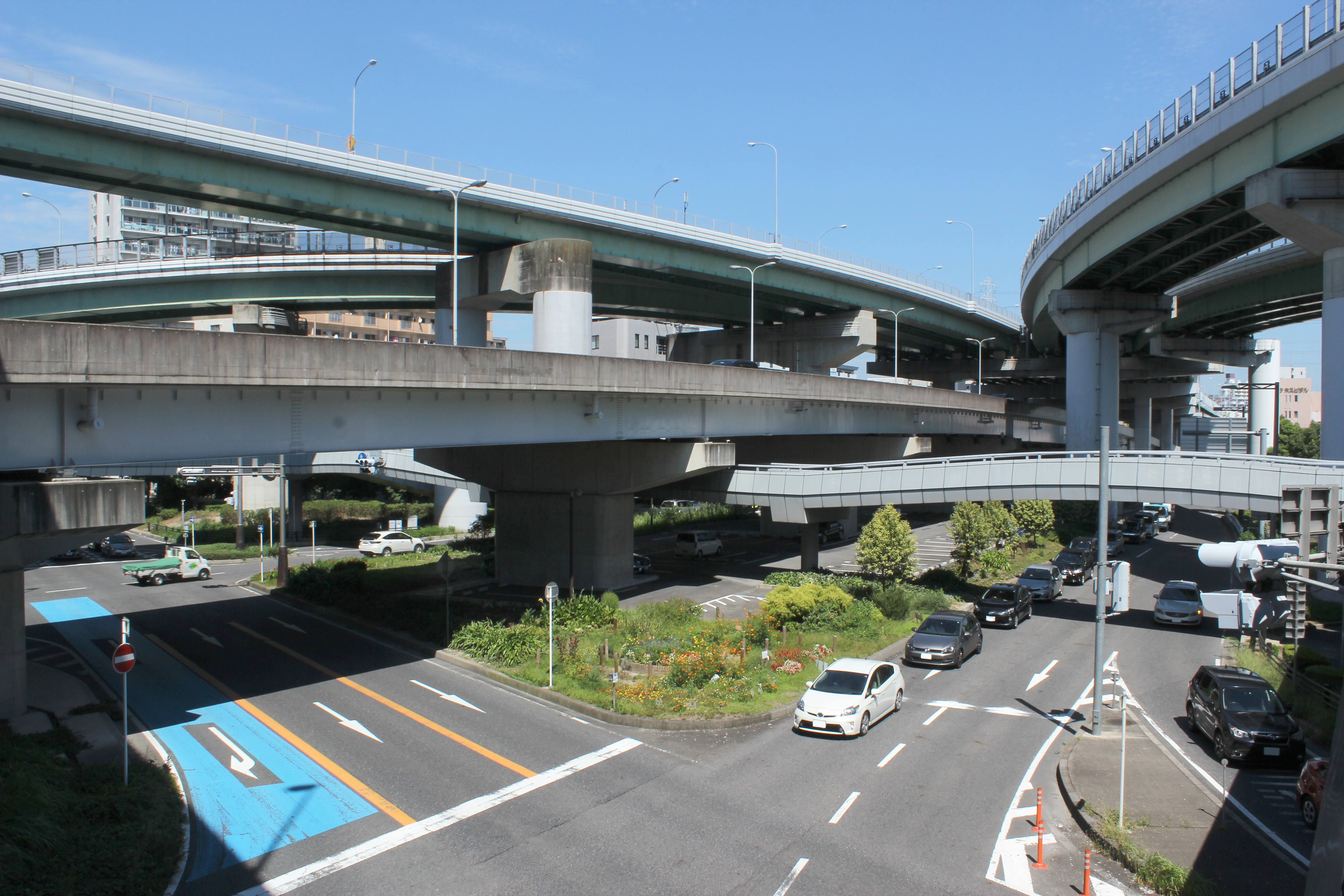
JCT直下は東山通と国道302号が交差
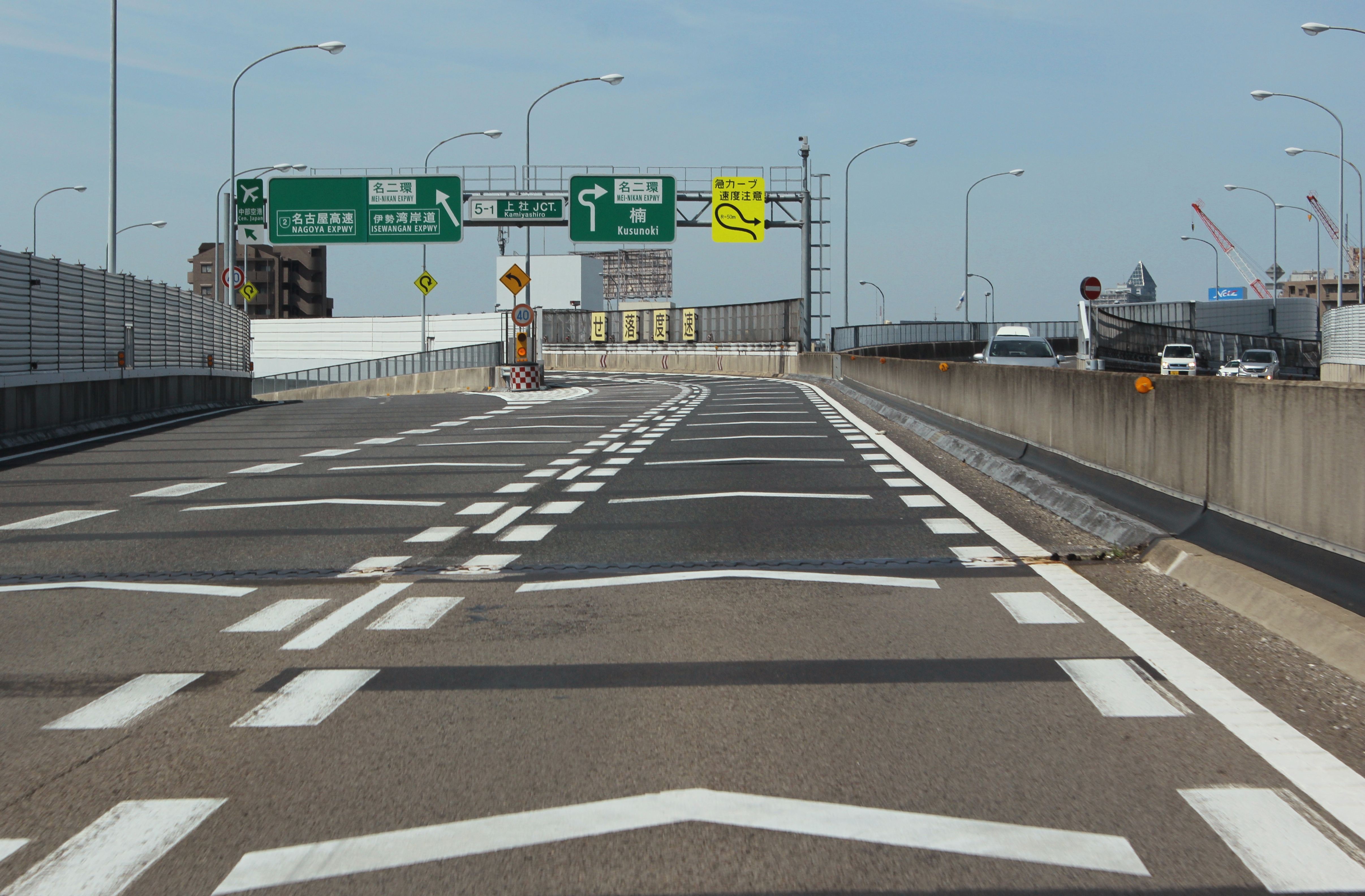
支線側の分岐点。外回り（左）と内回り（右）へ分岐
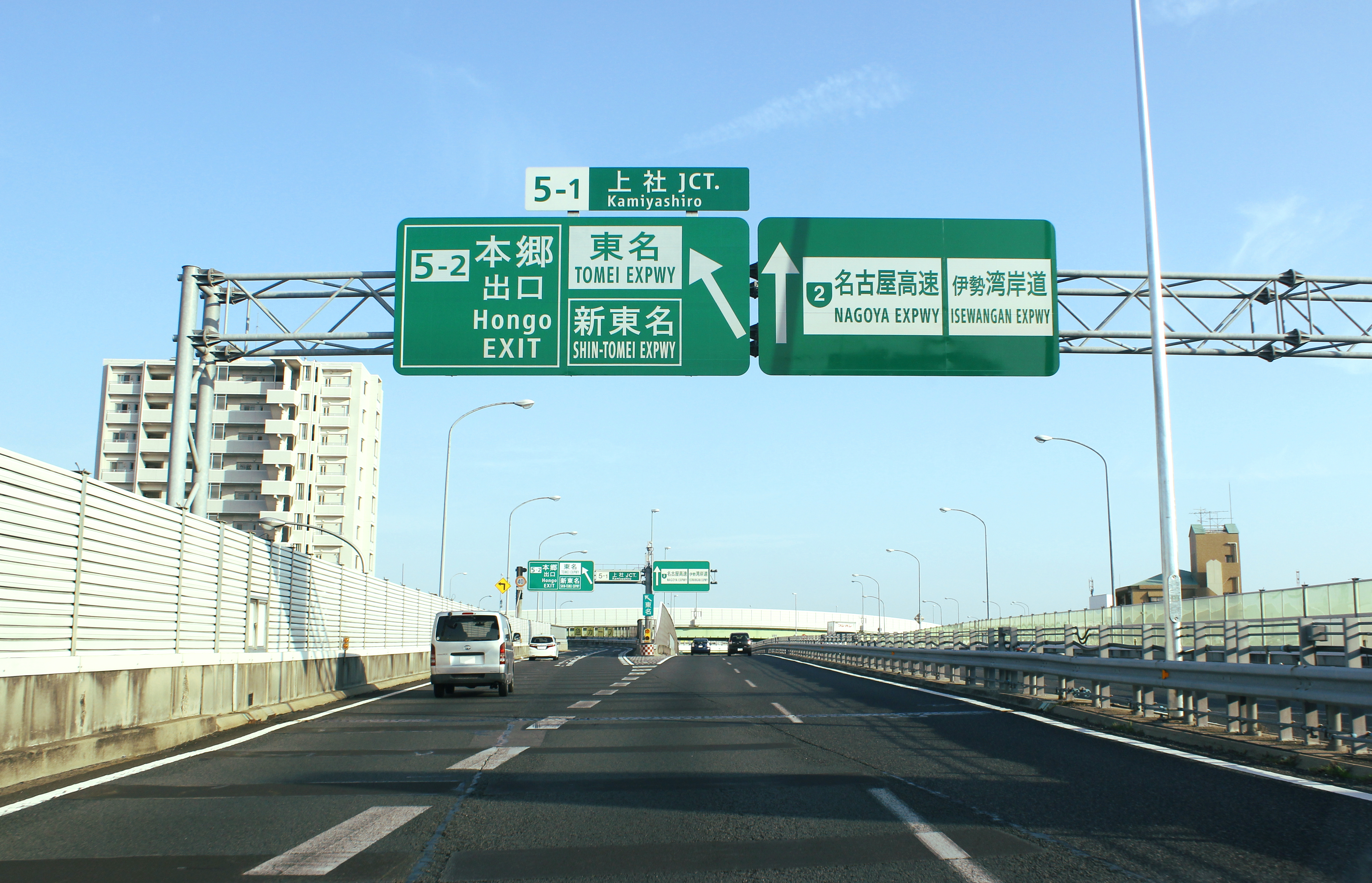
外回り側の分岐点
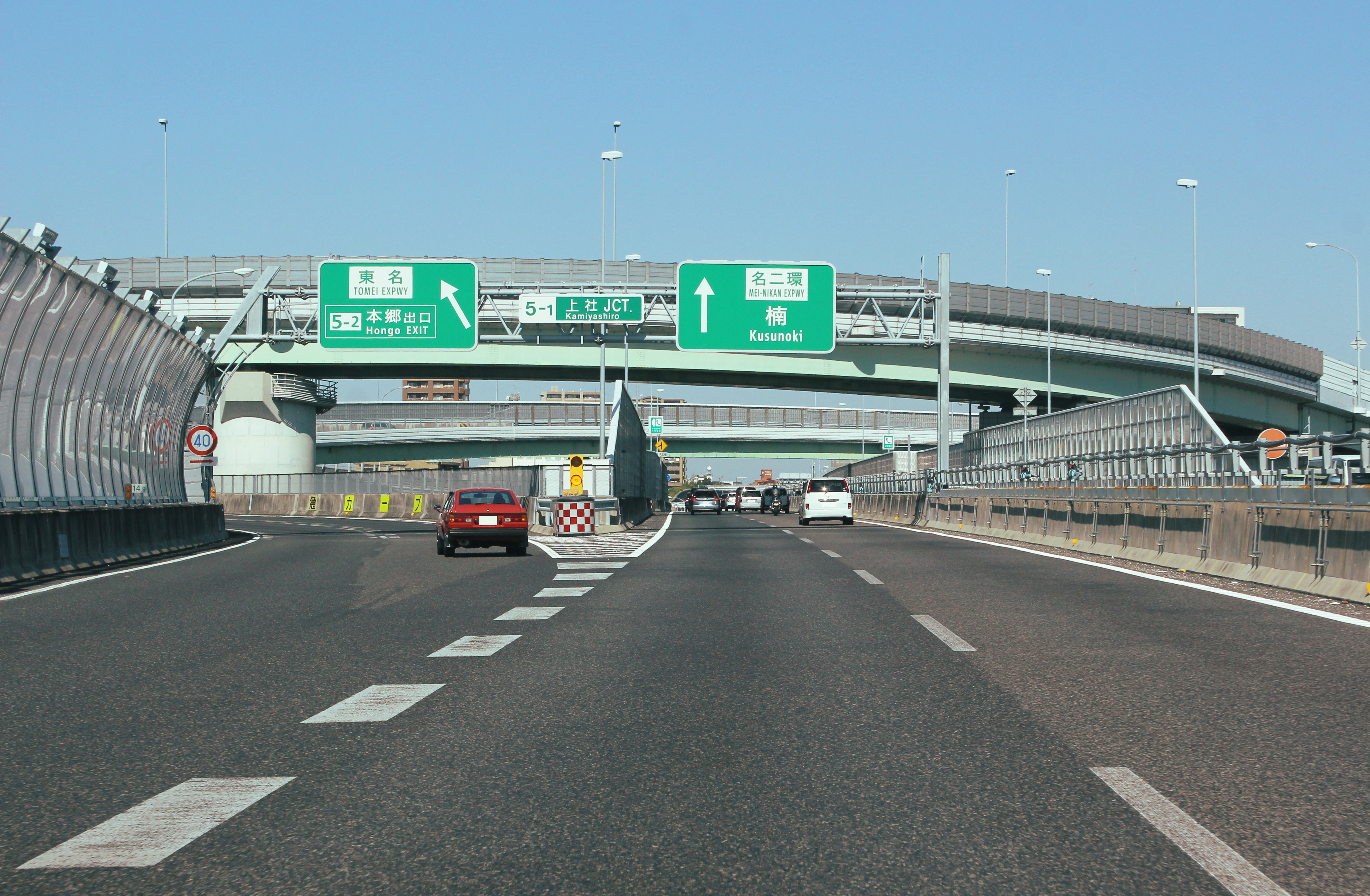
内回り側の分岐点
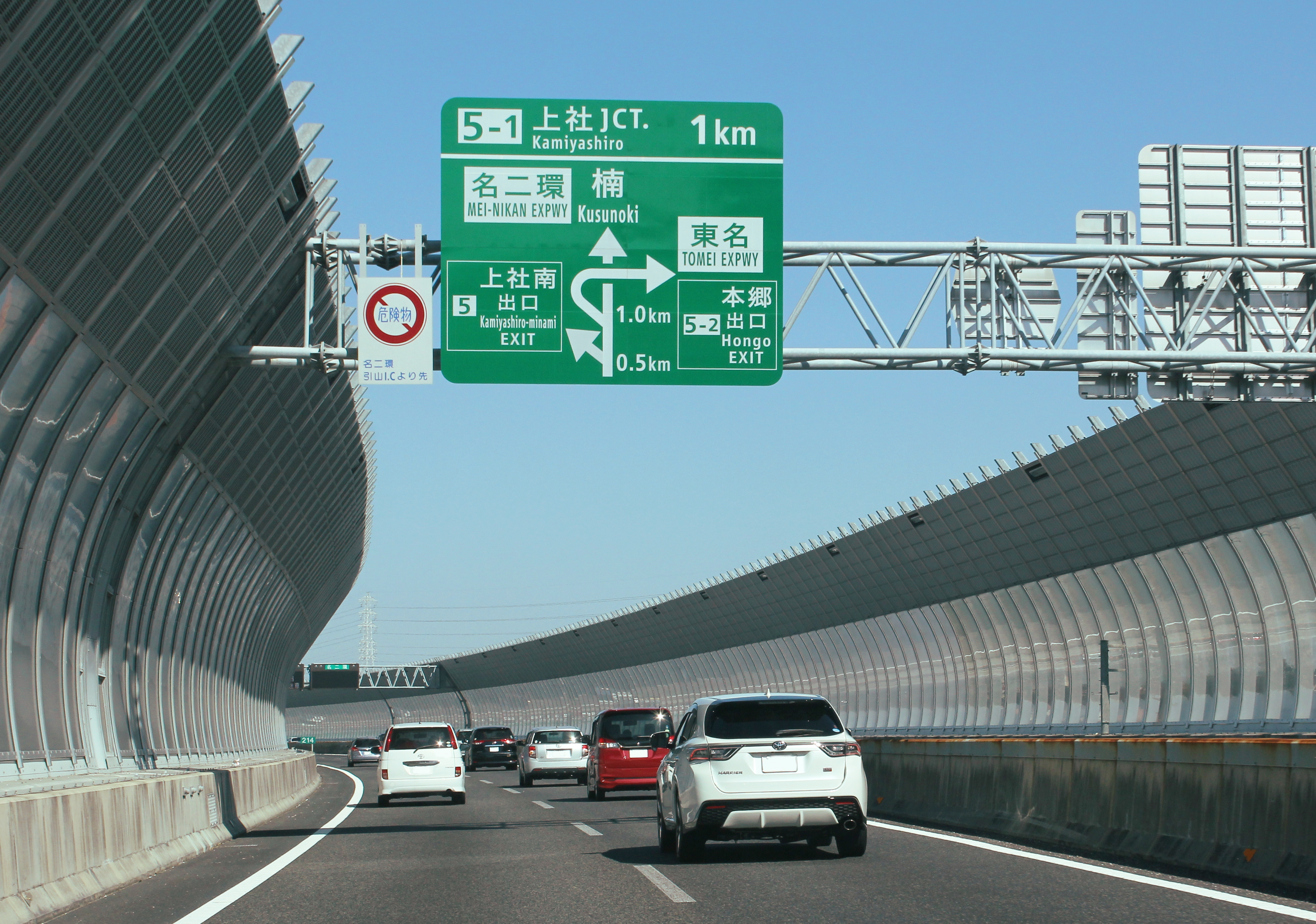
内回り本線の分岐案内標識
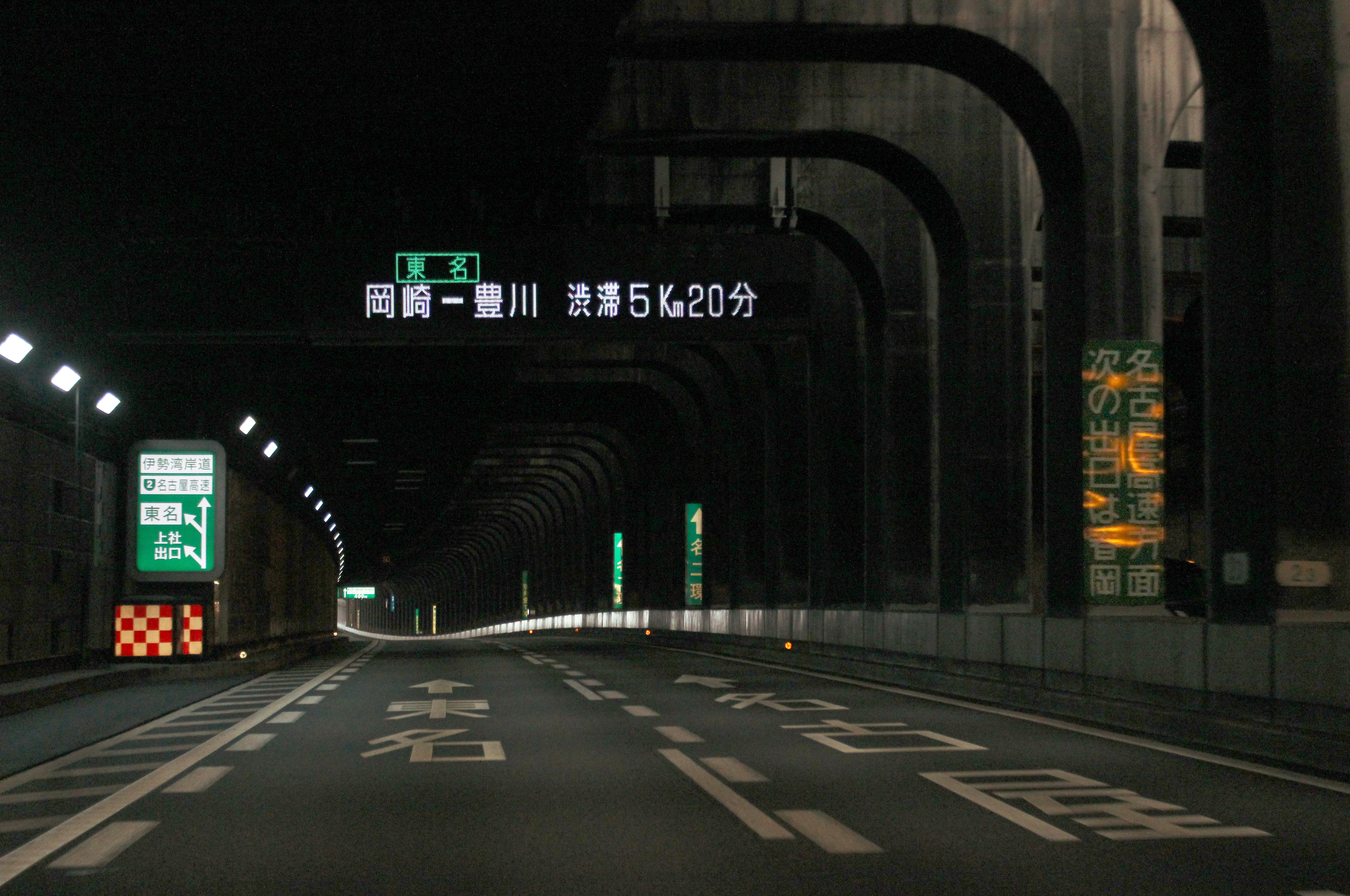
外回りの上社JCT直前。上社IC出口の直後に分岐することを告知